# Metopomyza laeta
Metopomyza laeta är en tvåvingeart som beskrevs av Mitsuhiro Sasakawa 1955. Metopomyza laeta ingår i släktet Metopomyza och familjen minerarflugor. Inga underarter finns listade i Catalogue of Life.